# Província de Xàtiva

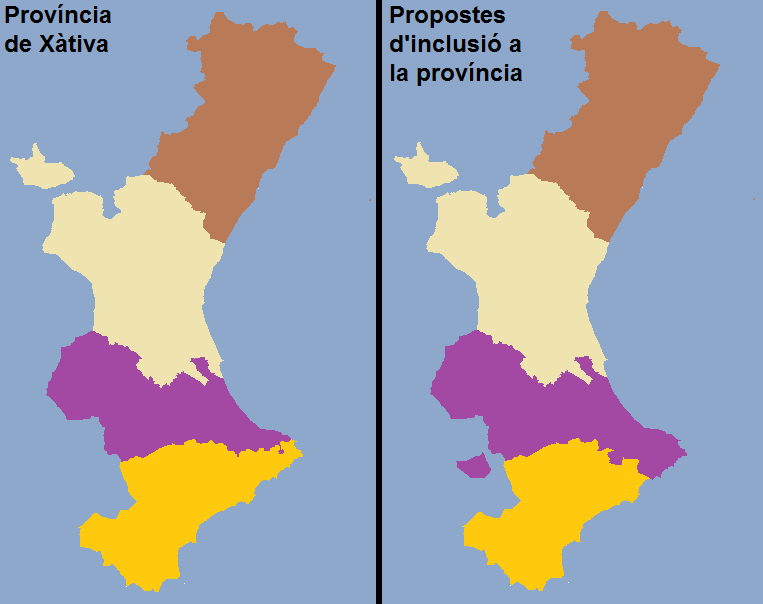
Aproximació a la subdivisió territorial del País Valencià en 1822 (falta incloure zona de Mosqueruela, que estava inclosa a la província Castelló), amb la representació de la província de Xàtiva (morat), i les propostes que esta va fer per a ser ampliada els seus territoris

La província de Xàtiva va ser una província espanyola creada el 27 de gener del 1822, durant el Trienni liberal.
La seua població era de 164.795 habitants, que representava l'1,41% de la població total espanyola de l'època. La seua capital era Xàtiva. Amb la restauració de l'absolutisme, es va revocar esta divisió territorial l'1 d'octubre de 1823.
La Reforma de Javier de Burgos en 1833 va recuperar la divisió anterior, de 1822, excepte les províncies de Xàtiva, el Bierzo i Calataiud. En eixa divisió, el territori de Xàtiva va quedar dividit entre les províncies de València i Alacant, quedant per a la primera l'antiga capital, Cofrents i la zona de la riba del Xúquer, i per a Alacant ciutats com Gandia, Dénia, Ontinyent i Albaida. Amb els canvis en els límits de 1836 Alacant va perdre el nord del seu territori a favor de València, per la qual cosa l'antiga província de Xàtiva forma part hui dia de la de València a excepció de Dénia, que pertany a la d'Alacant.

## Antecedents
Durant el Regne de València, el territori es dividia en dues Governacions: la Governació de València i la Governació d'Oriola. Alhora, la Governació de València se subdividia en la Lloctinència de Castelló i Lloctinència de Xàtiva, tot i que esta última va tindre diversos períodes on va ser independent de la de València. Abastava els territoris al sud del riu Xúquer fins a la línia Biar-Busot, límit meridional del Regne de València segons el tractat d'Almizra.
En aquells segles, la ciutat de Xàtiva era la segona ciutat en importància del Regne juntament amb Oriola. No obstant això, amb la Guerra de Successió, i amb motiu de la forta oposició feta a les tropes borbòniques, la ciutat va ser cremada, els seus habitants deportats, els seus privilegis abolits, els seus arxius eliminats i el seu nom canviat pel de San Felipe. Mentre que en la divisió borbònica de (1707-1812) la governació de Xàtiva quedaria dividida en 5 noves governacions més menudes, constituint les governacions borbòniques de Xàtiva, Montesa, Alcoi, Xixona i Dénia.

## La província de Xàtiva (17/05/1822 - 02/10/1823)
Cent anys després del setge a la Guerra de Successió, i gràcies a la intervenció del xativí Joaquim Llorenç Villanueva, diputat per València a les Corts de Cadis, va aconseguir reposar el nom de Xàtiva a la ciutat. Encara que va ser uns pocs anys més tard, en el Trienni Liberal, quan Villanueva va dotar de capitalitat provincial a la ciutat en la nova organització territorial de l'estat.

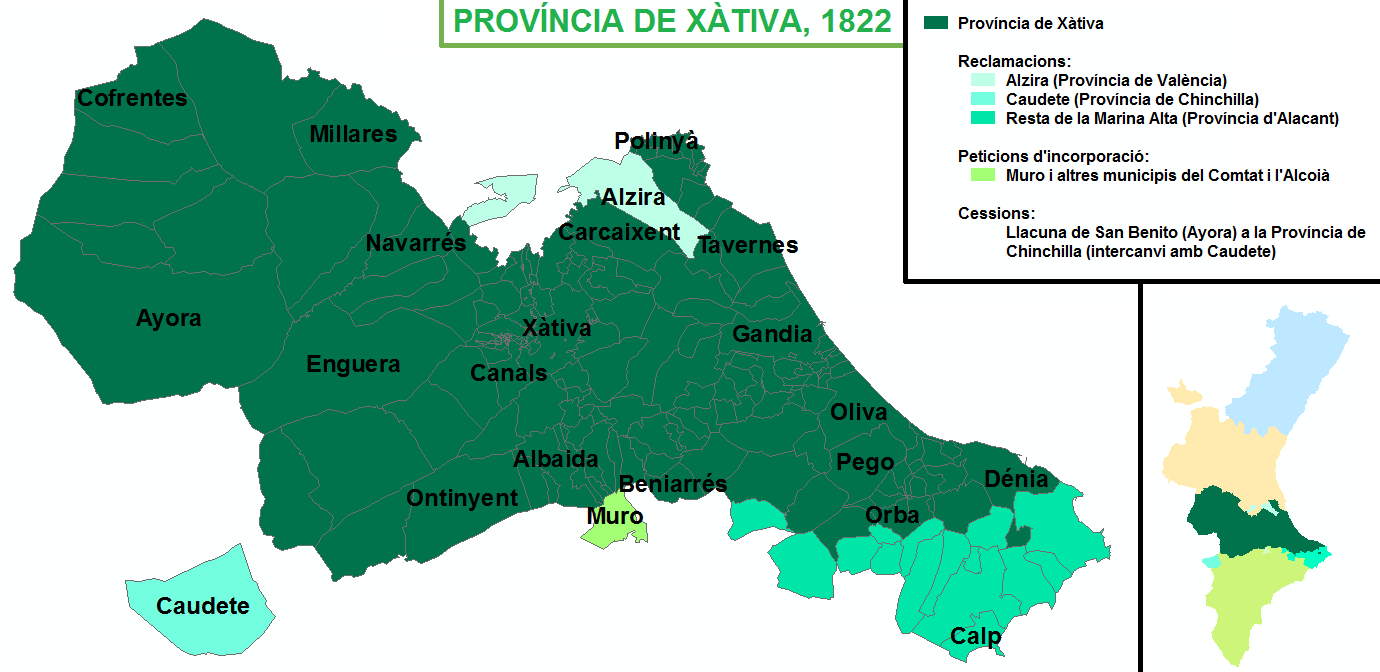
Municipis que formaven part de la província de Xàtiva

Així, segons decret de les Corts, la Província de Xàtiva va quedar delimitada per:
- Nord: Riu Xúquer; tots els municipis que se situaven al marge dret del riu (meridional) s'inscrivien a la província.
- Est: Mar Mediterrani, des de la desembocadura del riu Xúquer fins al Cap de Sant Antoni.
- Oest: Límits històrics entre el Regne de València i el de Castella, des de Cofrents fins a la Font de la Figuera.
- Sud: Des de la Font de la Figuera fins a Carrícola, pels punts de major altitud de la serra que separa la vall d'Albaida de la de la província d'Alacant. De Carrícola cap al mar la línia divisòria passava al sud de Beniarrés (incloent-la) fins al Cap de Sant Antoni, abastant íntegrament les conques del riu Gallinera (la Vall de la Gallinera), riu Girona (la Vall d'Ebo i la Vall de Laguar) i el barranc de l'Alberca (Pedreguer).

Limitava al nord amb la província de València, a l'oest amb la de Chinchilla (futura província d'Albacete), i al sud amb la d'Alacant. Tot i que els límits aproximats van ser descrits per les Corts, corresponia a les províncies acordar els límits exactes entre si. Així doncs, es nomenaven comissionats que havien de definir eixos límits juntament amb els corresponents de les províncies veïnes. Les propostes que els comissionats de Xàtiva van traslladar als de les seues respectives províncies van ser:
- Alzira: Situada en una illa del riu Xúquer, la major part del seu terme municipal era al marge dret del riu. No obstant això, la Diputació de València no va voler abordar este tema i la seua inclusió en la província de València va ser clara.
- Cabdet: Municipi històricament valencià i molt lligat a Ontinyent i a la vall d'Alforins, estava assignat a la província de Chinchilla. Xàtiva va proposar la inclusió d'este exclavament en la seua província, a canvi de cedir la pedania d'Aiora de San Benito.
- Marina Alta: Dénia quedava relegada a un cantó a la província. Gran part del seu partit judicial (creats fa una dècada) s'incloïen a Alacant amb la divisòria provisional. Per això, es va sol·licitar traslladar la línia divisòria meridional des de Castell de Castells fins al Cap de Toix (Calp).

A més, municipis de la regió muntanyenca d'Alcoi (com el cas de Muro) van demanar la seua incorporació a la recentment creada província xativina.
Comptava amb una extensió aproximada de 4.000 km²; 4.600 km² si s'incloïen les seues pretensions territorials.

## Síntesi
Alguns dels problemes als quals va haver de fer front la Diputació de Xàtiva i que, de fet, podrien haver motivat la no-inclusió en la proposta posterior de Javier de Burgos (la definitiva, amb algunes modificacions), van ser:
- Es tractava d'una província de nova planta (com totes), tot i que hi havia altres que havien gaudit històrica i recentment d'uns governs propis. Per això, no tenia antecedents, per la qual cosa, moltes vegades havia d'anar a la Diputació de València per a resoldre litigis.
- Malgrat que comptava amb uns escassíssims mitjans, va desenvolupar les seues tasques amb eficàcia.
- Va ser una província de curta durada (poc més d'un any). A més, va dedicar gran part del seu temps a la defensa de la Constitució i a la formació de milícies en una època de profunda inestabilitat política.Població actual (INE. 2014) dels municipis que van formar la província de Xàtiva

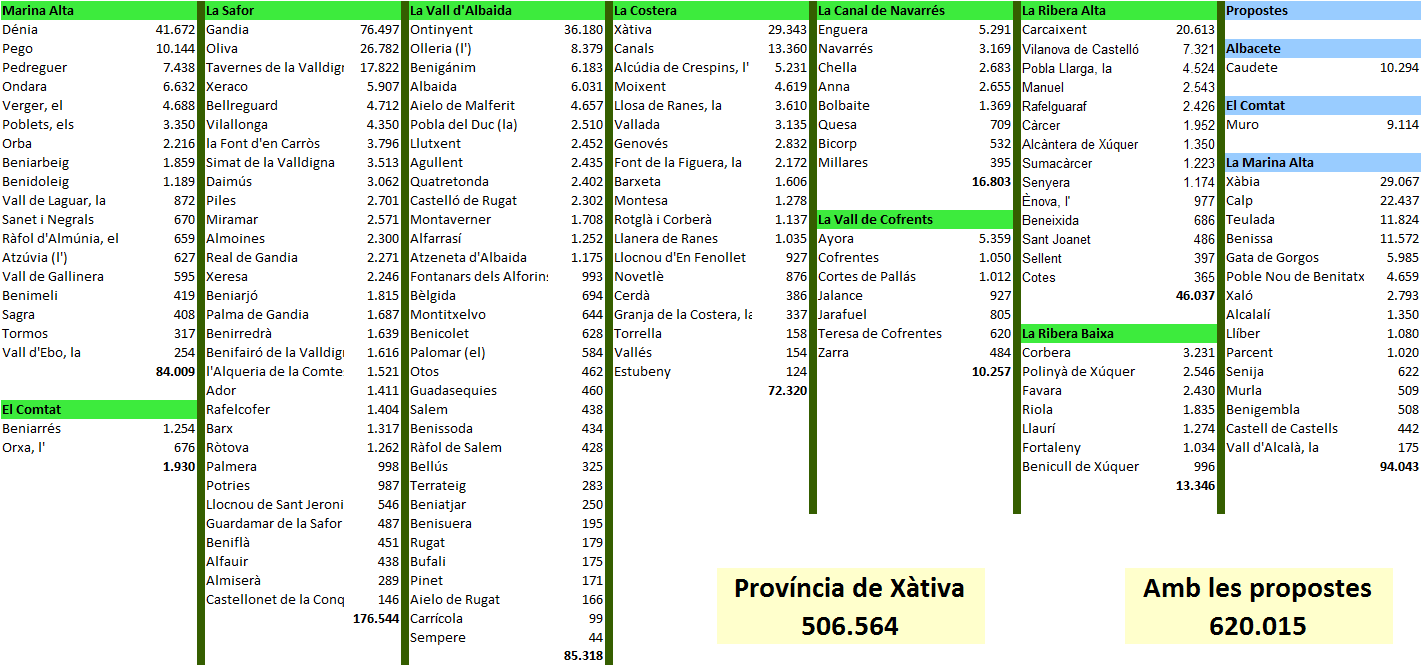
Població actual (INE. 2014) dels municipis que van formar la província de Xàtiva

- Segons l'historiador Martínez Roda, un factor determinant en la seua no-inclusió posterior, van ser els greuges a Cofrents i Montesa sobre la designació de les seues riqueses aparegudes a la Junta Estadística de Xàtiva que es va resoldre a través de la Diputació de València (a causa d'un Decret de 1813, anterior a la creació de la província). En canvi, per a un cas similar amb el municipi de Dolores, la Diputació de València, i a causa de la distància, va haver de designar un comissionat de la ciutat d'Alacant perquè es presentara a la vila de Dolores per a obtindre la informació necessària. Així doncs, segons Martínez, des de València "era possible el control dels territoris que s'anaven a adjudicar a la nova província de Xàtiva, i per això no semblava necessari crear-la. Així mateix, es reforça la idea que les dimensions de les províncies estaven en funció de les possibilitats de control de la hisenda ", mostrant-se en este cas la necessitat d'una nova província a Alacant.

Siga com siga, l'exclusió de la província de Xàtiva marcarà l'esdevenir de la ciutat, sense tornar a ser capaç de recuperar la importància que històricament ha tingut en el Regne de València.